# Василе Александри (Галац)
Василе Александри (рум. Vasile Alecsandri) насеље је у Румунији у округу Галац у општини Браништеа. Oпштина се налази на надморској висини од 27 m.

## Становништво
Према подацима из 2002. године у насељу је живело 961 становника, од којих су сви румунске националности.